# Киевский городской дом учителя

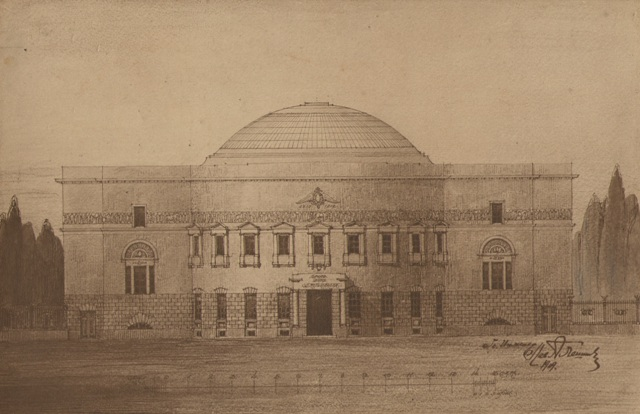
Главный фасад Педагогического музея 1912

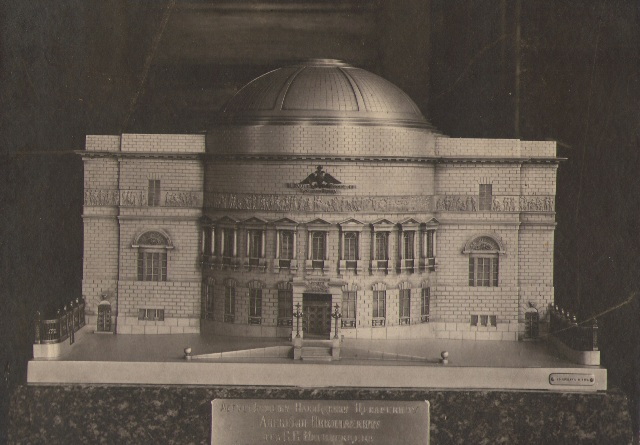
Серебряный макет Педагогического музея изготовлен ювелирной фирмой Маршака 1911г. Общий вес – 14 кг.

Киевский городской дом учителя — коммунальное комплексное внешкольное учреждение в системе внешкольных учебных заведений города Киева, а также сооружение, которое накануне революции было известно как «Педагогический музей», а позже как здание в котором работала Украинская Центральная Рада.
В помещениях Дома учителя расположены Музей Украинской революции 1917-1921 годов, Педагогический музей Украины, государственная научно-педагогическая библиотека имени В. А. Сухомлинского, культурный центр «Кияночка», Киевская организация Профсоюза работников образования и науки Украины.

## История

### Период Украинской национальной революции
В 1916-17 годах 20 из 30 помещений дома (первый-третий этажи) занимала Киевская школа летчиков-наблюдателей. О школе летчиков в марте 1917 года упоминал член Генерального военного комитета В. Кедровский «в этом же доме три четверти дома занимает русская школа, или курсы военных летунов». В ноябре 1916 года, в связи с ухудшением обстановки на Юго-Западном фронте и приближением линии фронта к Киеву, Управление Военного Воздушного Флота приняло решение о переводе Киевской школы летчиков-наблюдателей в Крым в Евпаторию Таврической губернии. Уже 1 сентября 1917 г. школа прибыла в Евпаторию (374 чел.).
С мая 1917 г. в помещение музея вселяются разные организации. 1917 здесь расположился Киевский учебный округ во главе с М. Василенко. Еще в сентябре 1917 г. планировались мероприятия по передаче помещений Педагогического музея в распоряжение просветительных организаций – так, Генеральный Секретарь народного образования И. Стешенко в письме к попечителю Киевского учебного округа предлагает передать часть площадей музея для размещения Украинского народного университета, Научно-педагогической академии общества «Просвещение», 2 комнаты для открытия Украинской библиотеки.
7 марта главой УЦР избрали М. Грушевского. Впоследствии Центральная Рада перешла в дом Педагогического музея. В Педагогическом музее состоялось 9 общего собрания УЦР (Великие Советы). Текущую работу осуществлял Комитет УЦР, преобразованный в конце июня в Малый Совет, который и формировал политику государства. Здание бывшего музея – свидетель острых политических баталий противостояния, триумфа и падения первого украинского парламента.
11-12 марта 1917 года УЦР переселилась в дом Педагогического музея. М. Грушевский приехал в Киев 13 марта и писал в воспоминаниях: «Центральный совет для своих собраний получил от городской думы в Педагогическом музее якобы две комнаты, а, собственно, одну, которая была потом моим кабинетом, когда Ц. совет завладел всем домом, а вторая – это был темный коридорчик, куда выходила дверь из всех комнат. Когда собиралось больше публики, там стояли «запорожцы», а в присущем покое стоял стол и несколько скамеек вокруг. Так выглядело помещение, в котором я застал это будущее украинское правительство, для широкого собрания оно получало разрешение пользоваться большим залом музея… Несколько покоев занимал Педагогический музей (коллекция моего старого знакомого Черкунова) и библиотека».

### Советский период
Рабочий проект реконструкции музея Ленина (фотокопия чертежей) 1937 г.]]
После установления советской власти начался упадок музея. Лишь летом 1919 года Наркомос УССР принял постановление о его восстановлении, Наркомос при этом сообщает в Центральную Чрезвычайную комиссию по расквартированию войск, что здание бывшего Педагогического музея станет «Дворцом образования», в котором разместятся библиотека, лекторий, образцовый физический кабинет. педагогическая выставка и географическая коллекция В состав комиссии по созданию «Дворца образования» вошли известные ученые В. Артоболевский, П. Туковский, А. Фомин и т.д.
Но политические мотивы возобладали над потребностями образования и вместо «Дворца образования» в доме Педагогического музея с 1921 года находился Пролетарский музей, с 1924 года – был размещен Музей революции и истории партии.
В 1938 г. здесь заработал Музей Ленина. Перед этим здание было достроено по проекту П. Алешина. Таким образом, Педагогический музей был ликвидирован. Часть его уникальных материалов роздана разным учреждениям, остальные исчезли.
При отступлении советских войск из Киева в сентябре 1941 г. экспонаты Музея Ленина были вывезены, а дом заминирован. Очевидцы видели доставку взрывчатки грузовиками еще за несколько недель до оккупации Киева. Но, в отличие от взорванного подпольщиками Крещатика, здание Педагогического музея уцелел. Немцы нашли взрывчатку, может, их кто-то предупредил.
В январе 1942 года по распоряжению генерал-комиссара Киева была создана окружная служба по древней и ранней истории во главе с доктором Гримом. Эта служба должна была объединить все научные, музейные и библиотечные учреждения. Местом ее расположения избрали свободный дом по ул. Владимирской, 57, зачем провели определенные ремонтные работы.
В начале февраля 1944 г. Политбюро ЦК КП(б)У одобрило предложение о восстановлении Музея Ленина и в доме начались очередные ремонтные работы. Музей был вновь открыт 15 апреля 1945 года. Фактически была восстановлена довоенная экспозиция.
Вопрос о возрождении Педагогического музея стал на повестку дня в послевоенные годы. С 1948 г. в Киеве начала действовать Республиканская педагогическая выставка, в организации которой приняли участие министр образования Украины, поэт, академик П. Тычина, известные ученые-педагоги С. Чавдаров. А. Астряб, Т. Бугайко, М. Грищенко и т.д. В 1959 г. было принято постановление ЦК КПУ, декларировавшее необходимость создания Республиканского педагогического музея. Но эта идея осталась на бумаге, потому что никому конкретно не была адресована.

### Период независимости Украины

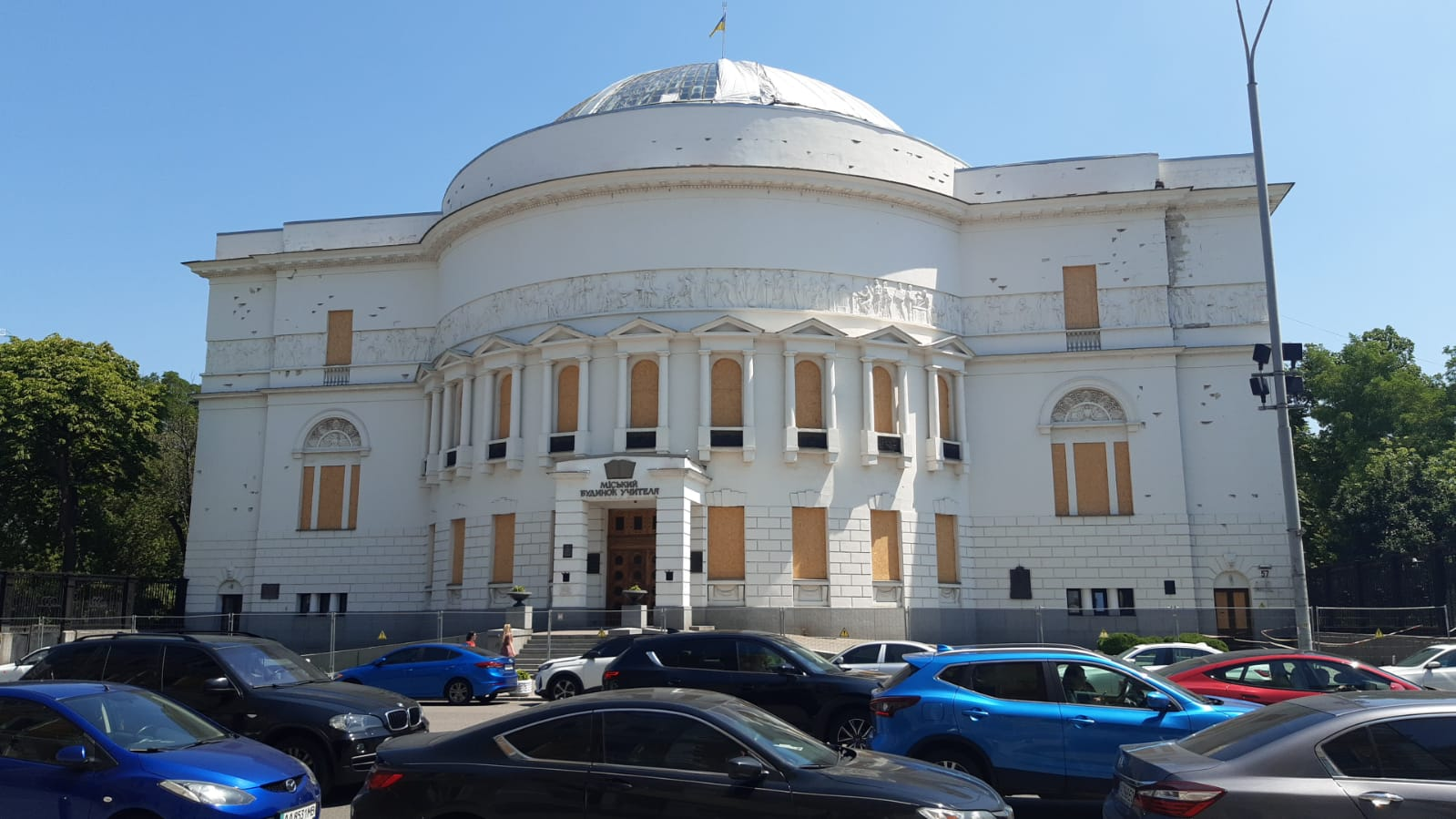
Последствия ракетного удара

Постановлением Кабинета Министров Украины от 16 июня 1992 г. № 335 «Вопросы Академии педагогических наук Украины» Педагогический музей передан в функциональное подчинение Академии, которая определяет основные направления его деятельности, осуществляет финансирование и кадровое обеспечение. В мае 1987 г. состоялось торжественное открытие обновленной экспозиции музея.
28.10.2002 г. Киевским городским советом реорганизовано в коммунальное комплексное внешкольное учебное заведение «Киевский городской дом учителя».

### Российско-украинская война
Во время российских ракетных обстрелов Киева и других городов Украины 10 октября 2022 года, от взрыва ракеты на перекрестке бульвара Тараса Шевченко и улицы Владимирской, был поврежден стеклянный купол здания, выбиты окна.